# 皮埃尔戈
皮埃尔戈（法語：Pierregot，法語發音：[pjɛʁɡo]）是法国上法蘭西大區索姆省的一个市镇，属于亚眠区。

## 地理
皮埃尔戈（50°0'7"N, 2°22'46"E）面积2.46 平方千米，位于法国上法蘭西大區索姆省，该省份为法国北部沿海省份，北起加来海峡省和北部省，西接滨海塞纳省和大西洋英吉利海峡，南至瓦兹省，东临埃纳省。
与皮埃尔戈接壤的市镇（或旧市镇、城区）包括：米尔沃、莫利安欧布瓦、吕邦普雷。
皮埃尔戈的时区为UTC+01:00、UTC+02:00（夏令时）。

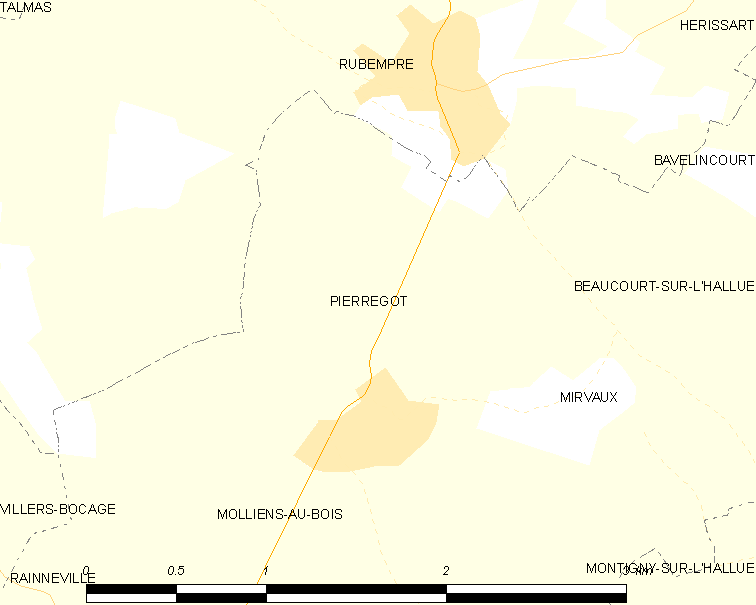
皮埃尔戈的OSM定位图

## 行政
皮埃尔戈的邮政编码为80260，INSEE市镇编码为80624。

## 政治
皮埃尔戈所属的省级选区为科尔比县。

## 人口

1962-2008年间皮埃尔戈人口变化图示

皮埃尔戈于2022年1月1日时的人口数量为282人。